# Palazzo dei Capitani di Orsanmichele
Il palazzo dei Capitani di Orsanmichele è un edificio storico del centro di Firenze, situato in via de' Calzaiuoli 21r, 23r e 25r, angolo via dei Lamberti 1.

## Storia e descrizione

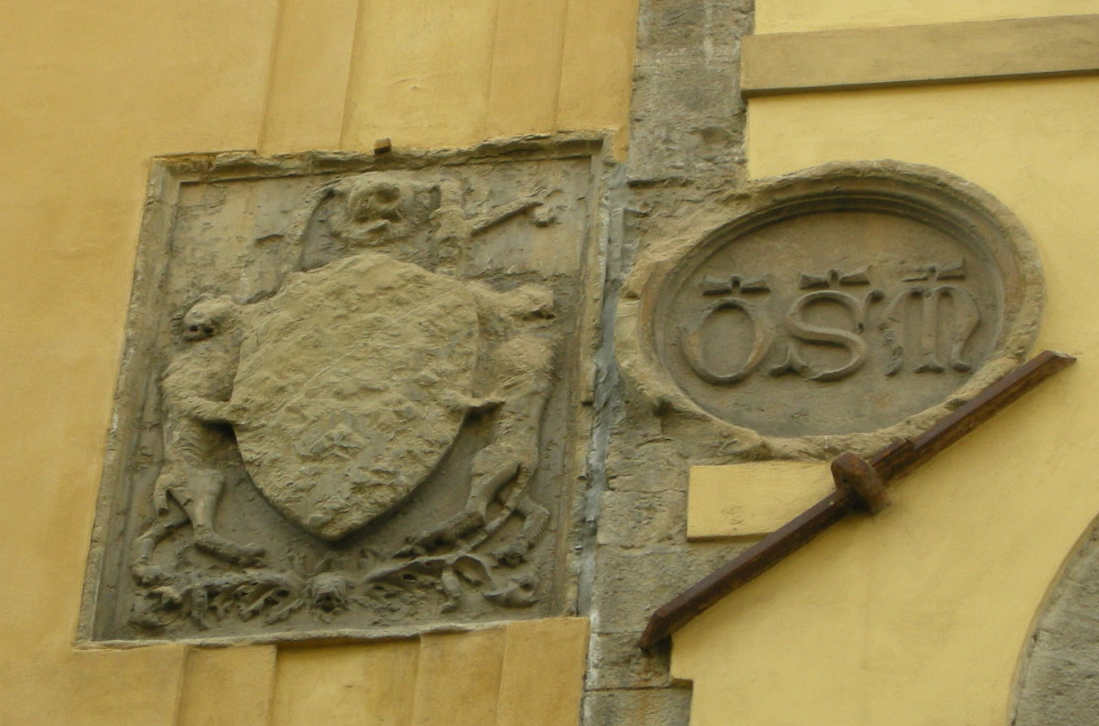
Stemmi al confine tra i palazzi dei Cavalcanti e dei Capitani di Orsanmichele

Attualmente l'edificio si sviluppa quasi senza soluzione di continuità con il palazzo dei Cavalcanti, ma un tempo era da questo separato tramite un chiasso, ancora ben apprezzabile nella carta di Stefano Buonsignori del 1584, corrispondente al vano del negozio segnato 19 rosso. Fu in antico di proprietà della compagnia deputata all'amministrazione di Orsanmichele, come documentano le rotelle in alto recanti le iniziali O S M (Or San Michele), due ai lati del fronte di via dei Calzaiuoli, una su via de' Lamberti. Da ambedue i lati i fornici del pianterreno avevano a metà una tettoia per proteggere le merci dei negozi, abbattute alla fine del Seicento ma delle quali restano ancora le mensole scalpellate sulle quali poggiavano le travi della tettoia.
Così Guido Carocci nel suo Illustratore fiorentino del 1913: "la maggior parte di questi casamenti hanno al pianterreno quel caratteristico partito di piloni o sodi di pietra sui quali si svolgono le arcate che davano accesso a quelle botteghe che servirono alternativamente ai caciaiuoli, ai farsettai, ai banderai, ai fiascai, da' quali la strada trasse le sue diverse denominazioni. Tutte queste botteghe avevano a metà degli archi una tettoia per protegger dalle intemperie le merci che si tenevano esposte e nel luogo dove la tettoia si appoggiava si vedono tuttora le tracce delle scalpellature nelle bozze di pietra".